# Câmpia Zeta
Câmpia Zeta este o câmpie fertilă în Muntenegru, care se întinde de la Podgorița, în nord, până la Lacul Skadar în sud. Este cea mai mare zonă de câmpie din Muntenegru, cu o altitudine medie de aproximativ 40 m deasupra nivelului mării.
Câmpia Zeta este una dintre zonele cele mai dens populate din Muntenegru.